# Glen Kamara
Glen Adjei Kamara (* 28. října 1995, Tampere) je finský fotbalový záložník sierraleonského původu hrající ve francouzském klubu Stade Rennais FC.

## Klubová kariéra
Kamara se narodil ve finském Tampere, s fotbalem začal v klubu Olarin Tarmo -77 z města Espoo, kde hrál i za Espoon Palloseura. V roce 2011 se odstěhoval do Anglie, kde krátce působil v Southend United, následně přestoupil do juniorských týmů Arsenalu. V prosinci 2014 se objevil na lavičce „Gunners“ v utkání 6. kola základní skupiny Ligy mistrů proti tureckému Galatasaray SK, do hry ale nezasáhl. Svůj jediný start za Arsenal si připsal 27. října 2015 proti Sheffieldu Wednesday v utkání čtvrtého kola EFL Cupu. V lednu 2016 odešel na půlroční hostování do Southendu. V létě 2016 odešel na další půlroční hostování, tentokrát do Colchesteru United. V červenci 2017 z Arsenalu odešel, podepsal dvouletou smlouvu se skotským Dundee FC. V lednu 2019 přestoupil do Rangers FC, kde podepsal smlouvu na čtyři a půl roku s přestupovou částkou 50 000 liber (~ 1,5 milionu CZK).

## Kontroverze
Dne 18. března 2021 v utkání odvety osmifinále Evropské ligy proti Slavii Praha došlo k vyhrocené situaci, kdy ke Kamarovi přistoupil obránce „sešívaných“ Ondřej Kúdela a se zakrytými ústy Kamarovi cosi zašeptal. Podle trenéra Stevena Gerrarda mělo jít o rasistickou poznámku „You are f**king monkey“, v překladu „Jsi zku**ená opice“. Kúdela obvinění popírá, připustil, že Kamarovi sdělil pouze „You are f**king guy“, tedy bez rasistického podtextu. Následně mělo dojít k potyčce při setkání Kamary, Gerrarda, Kúdely, Trpišovského a delegace UEFA, kde měl Kamara zbít Kúdelu pěstmi a odejít z místnosti. Incident byl předán skotské policii, jelikož klub SK Slavia Praha podal trestní oznámení za fyzické napadení Ondřeje Kúdely. Za napadení Kúdely dostal od UEFA zákaz činnosti na 3 zápasy v soutěžích UEFA.
V květnu 2021 při oslavách hráčů Rangers FC po vítězství ve Scottish Premiership se Kamara objevil na videu, kde se spoluhráči pokřikují v hitu Sweet Caroline upravený text „Sweet Caroline –⁠ F*ck the Pope“, v překladu „Milá Karolíno, j*bat papeže“. V silně věřícím Skotsku je to velký problém a případ už řeší skotská policie.
Kamaru zastupuje právník Aamer Anwar.